# Dolichopus davshinicus
Dolichopus davshinicus är en tvåvingeart som beskrevs av Negrobov 1973. Dolichopus davshinicus ingår i släktet Dolichopus och familjen styltflugor. Inga underarter finns listade i Catalogue of Life.